# Малаита Кингз
Малаита Кингз (англ. Malaita Kingz Football Club) — футбольный клуб с Соломоновых Островов, представляющий провинцию Малаита. Выступает в Телеком С-Лиге.

## Состав
По состоянию на сентябрь 2014
Примечание: Флаги указываются, так как игрок может иметь более одного гражданства по правилам ФИФА.
| №  |                    | Позиция | Игрок                |
| -- | ------------------ | ------- | -------------------- |
| 2  | Соломоновы Острова | Защ     | Мартин Рухасия       |
| 3  | Соломоновы Острова |         | Джон Миситана Самани |
| 4  | Соломоновы Острова | Защ     | Джон Иани            |
| 5  | Соломоновы Острова | Защ     | Брайан Пита          |
| 6  | Соломоновы Острова | Защ     | Фред Бала            |
| 7  | Соломоновы Острова |         | Альфорд По'ойя       |
| 8  | Соломоновы Острова | ПЗ      | Джеймс Эгета         |
| 9  | Соломоновы Острова | ПЗ      | Коулман Макау ()     |
| 11 | Соломоновы Острова |         | Ричард Фоно          |

| №  |                    | Позиция | Игрок              |
| -- | ------------------ | ------- | ------------------ |
| 12 | Соломоновы Острова |         | Бенджамин Кико     |
| 16 | Соломоновы Острова |         | Джоэль Фага        |
| 17 | Соломоновы Острова |         | Томас Талога       |
| 18 | Соломоновы Острова |         | Аллан Питаи        |
| 19 | Соломоновы Острова | Нап     | Эзра Сэйл          |
| 22 | Соломоновы Острова | Вр      | Феликс Рэй Джуниор |
| 26 | Соломоновы Острова |         | Миситана Гамаси    |
| 27 | Соломоновы Острова |         | Или Фоно           |
| 29 | Соломоновы Острова | Защ     | Моффат Килифа      |